# Olimpiada szachowa 1960
Olimpiada szachowa 1960 rozegrana została w Lipsku w dniach 16 października-9 listopada 1960 r.

## 14. olimpiada szachowa mężczyzn
Wyniki końcowe finałów A i B (40 drużyn, eliminacje w czterech grupach + trzy finały, system kołowy).
| Miejsce           | Kraj              | Punkty |
| ----------------- | ----------------- | ------ |
| Finał A (11 rund) |                   |        |
| 1                 | ZSRR              | 34     |
| 2                 | Stany Zjednoczone | 29     |
| 3                 | Jugosławia        | 27     |
| 4                 | Węgry             | 22½    |
| 5                 | Czechosłowacja    | 21½    |
| 6                 | Bułgaria          | 21     |
| 7                 | Argentyna         | 20½    |
| 8                 | RFN               | 19½    |
| 9                 | NRD               | 19     |
| 10                | Holandia          | 17     |
| 11                | Rumunia           | 16½    |
| 12                | Anglia            | 16½    |

| Miejsce           | Kraj      | Punkty |
| ----------------- | --------- | ------ |
| Finał B (11 rund) |           |        |
| 13                | Szwecja   | 27½    |
| 14                | Izrael    | 26½    |
| 15                | Austria   | 24½    |
| 16                | Dania     | 23½    |
| 17                | Finlandia | 23½    |
| 18                | Kuba      | 23     |
| 19                | Norwegia  | 23     |
| 20                | Hiszpania | 22½    |
| 21                | Polska    | 22     |
| 22                | Chile     | 19½    |
| 23                | Islandia  | 16½    |
| 24                | Indie     | 12     |

| Miejsce | Medaliści + skład reprezentacji Polski                                                                 |
| ------- | --- |
| 1       | Michaił Tal, Michaił Botwinnik, Paul Keres, Wiktor Korcznoj, Wasilij Smysłow, Tigran Petrosjan         |
| 2       | Bobby Fischer, William Lombardy, Robert Byrne, Arthur Bisguier, Nicolas Rossolimo, Raymond Weinstein   |
| 3       | Svetozar Gligorić, Aleksandar Matanović, Borislav Ivkov, Mario Bertok, Mato Damjanović, Milan Vukcević |
|         | Bogdan Śliwa, Kazimierz Plater, Alfred Tarnowski, Zbigniew Doda, Jerzy Kostro, Andrzej Filipowicz      |